# Osmerus
Osmerus és un gènere de peixos en la família Osmeridae.

## Taxonomia
- Osmerus eperlanus (Linnaeus, 1758)
- Osmerus mordax (Mitchill, 1814)
  - Osmerus mordax dentex Steindachner i Kner, 1870
  - Osmerus mordax mordax (Mitchill, 1814)
- Osmerus spectrum Cope, 1870